# 小竹重行
小竹 重行（こたけ しげゆき）は、京都府出身の元アマチュア野球選手（投手）。

## 来歴・人物
京都商業高校で2年生からエースとして活躍し、1972年の夏の京滋大会の1回戦で日吉ヶ丘高を相手にノーヒットノーランに抑える。翌年の1973年には春夏の甲子園にエース、4番として連続出場した。春の選抜では、一回戦で日大一高に敗退する。第55回全国高等学校野球選手権大会では、1回戦で札幌商業高の佐藤博正と投げ合った末に、1 - 0で勝ったものの、2回戦で植上健治がいた高松商業高に敗れた。
その年のドラフト会議で阪神から3位指名を受けたが入団を拒否し、同志社大学に進学した。
大学卒業後は、 日本新薬に入社した。 のちに平安高校の監督となる原田英彦とはチームメイトであった。